# مینت هیل (کارولینای شمالی)
مینت هیل (به انگلیسی: Mint Hill) شهری در ایالت کارولینای شمالی کشور ایالات متحده آمریکا است که جمعیت آن در سرشماری سال ۲۰۱۰ میلادی، ۲۲٬۷۲۲ نفر بوده‌است.